# مزرعة يدالله جعفري (فسارود)
مزرعة یدالله جعفري (بالإنجليزية: Mazraeh-ye Yadollah Jafari)‏ هي منطقة سكنية تقع في إيران في فارس. يقدر عدد سكانها بـ 44 نسمة .